# 가엘 프레보스트
가엘 프레보스트(프랑스어: Gaël Prévost, 1994년 3월 8일~)는 프랑스의 양궁 선수이다. 2012년 하계 올림픽 양궁 남자 단체전에 참가하였다.